# Hood (Schiff, 1893)
Die HMS Hood war ein modifiziertes Turmschiff, das in den 1890er-Jahren für die Royal Navy gebaut wurde.

## Geschichte
Im November 1888 diskutierte die Admiralität über alternative Entwürfe für die Royal-Sovereign-Klasse. Während der erste Seelord Admiral Arthur Hood einen Turmtyp mit niedrigem Freibord favorisierte, bevorzugte DNC William Henry White einen Barbetttyp mit hohem Freibord. Es scheint, dass die Admiralität, mit Ausnahme von Hood, in dieser Hinsicht einstimmig war, aber in Erwartung praktischer Erfahrungen mit dem hohen Freibord wurde vereinbart, dass eines der ersten drei Schiffe als Turmschiff mit niedrigem Freibord gebaut werden sollte. Nach ihrer Fertigstellung zeigten die ersten Probefahrten, dass der niedrige Freibord sie im Vergleich zur früheren Royal-Sovereign-Klasse zu einem sehr begrenzten Erfolg machte und sie als Seeschiff deutlich unterlegen war. Alle Vergleiche bestätigten die Entscheidung des DNC bezüglich der Konstruktion der Royal-Sovereign-Klasse. Die Hood war das letzte Schlachtschiff mit niedrigem Freibord und das letzte, bei dem die Hauptbewaffnung in runden Türmen montiert war. Ihr Geschützstand war etwa 1,80 m niedriger als bei den Schiffen der Royal-Sovereign-Klasse, was ihre Kampfkraft verringerte. Außerdem wurden die 152-mm-Geschütze mittschiffs auf dem Oberdeck entfernt und die Anzahl der 6-Pfünder von sechzehn auf acht reduziert.
Die Hood benannt nach Arthur Hood wurde am 12. August 1889 in Chatham auf Kiel gelegt, am 30. Juli 1891 vom Stapel gelassen und im Mai 1893 für 926.396 Pfund fertig gestellt. Am 1. Juni 1893 wurde sie dann für den Einsatz in der Mittelmeerflotte in Dienst gestellt. Am 7. Juni wurde ein Leck in den vorderen Abteilungen in der Nähe des Vorschiffs entdeckt. Der Schaden wurde innerhalb von zwei Tagen behoben und am 12. Juni verließ das Schiff Chatham in Richtung Nore, nachdem es vom Duke of Edinburgh inspiziert worden war. Bei ihrer Ankunft in Sheerness wurde sie von Vizeadmiral Algernon Henage inspiziert.
Am 18. Juni verließ sie die Nore in Richtung Gibraltar, wo sie am 26. Juni eintraf. Ende Juni befand sie sich auf dem Weg nach Malta, um die Colossus zu ersetzen. Im April 1900 war sie eine Einheit des internationalen Geschwaders zur Aufrechterhaltung der Ordnung im Türkisch-Griechischern Krieg. Im April kehrte sie nach Hause zurück, wo sie am 29. April abgemustert und in Chatham in Reserve gestellt wurde.
Am 12. Dezember wurde sie wieder in Dienst gestellt, um die Thunderer als Wachschiff in Pembroke abzulösen. Ende 1901 wurde sie erneut in die Mittelmeerflotte versetzt. Vom 29. September bis zum 6. Oktober nahm sie an kombinierten Übungen der Mittelmeer- und Kanalflotte vor Kefalonia und Morea teil. Während eines Manövers am 3. Oktober 1902 brach das Ruder beim Auslaufen aus dem Hafen von Angostili auf dem Meeresgrund. Sie wurde auf Malta notdürftig repariert und kehrte anschließend in die Heimat zurück. Als sie am 5. Dezember in Chatham eintraf, wurde sie abgemustert und zur Überholung nach Devonport überführt. Nach dem Abschluss der Überholung wurde sie am 25. Juni 1903 in der Home Fleet eingesetzt, um dort die Collingwood abzulösen.
Vom 5. bis 9. August wiederholte die Mittelmeer- und Kanalflotte ihre gemeinsamen Manöver als Flotte „B 1“ vor Portugal. Am 28. September 1904 wurde sie von der Russell abgelöst. Am 3. Januar 1905 wurde sie bis Februar 1907 in Devonport in Reserve gestellt. Im April 1909 wurde sie umgerüstet, um als Empfangsschiff in Queenstown eingesetzt zu werden. Im März 1911 wurde sie in Portsmouth festgemacht und auf die Abwrackliste gesetzt. Von 1913 bis 1914 wurden Versuche mit Torpedoschutzwülsten durchgeführt. Im November 1914 wurde sie als Blockschiff in der Südeinfahrt des Hafens von Portland versenkt, wo sie als „Old hole in the wall“ bekannt wurde.

## Technik

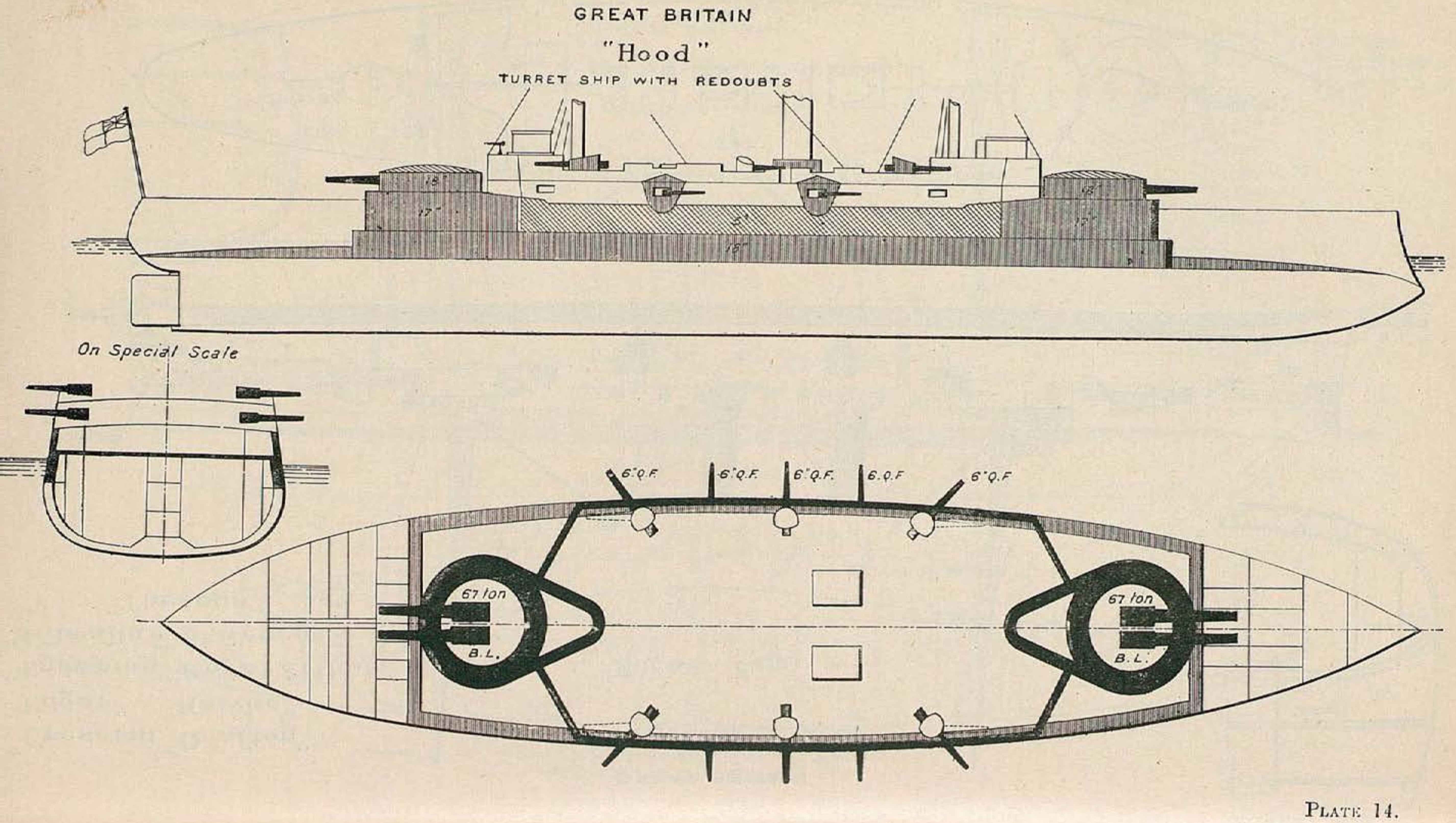

Das Schiff hatte eine Gesamtlänge von 125 m, eine Länge zwischen den Loten von 115,80 m, eine Breite von 22,90 m und einen Tiefgang von 8,40 m. Die Verdrängung lag zwischen 14.490 t und 15.098 t. Ihre Besatzung bestand aus 670 Offizieren und Mannschaften.

### Antrieb
Die Hood war mit zwei 3-Zylinder-Verbunddampfmaschinen von Humphrys & Tennant ausgestattet, die jeweils eine Welle antrieben und insgesamt 9.000 Shp (6.619 kW) entwickelten, mit der sie eine Höchstgeschwindigkeit von 16 Knoten (30 km/h) erreichte. Der Dampf wurde von acht Zylinderkesseln geliefert. Das Schiff konnte maximal 1.513 t Kohle mitführen, was ihm bei 10 Knoten (19 km/h) eine Reichweite von 4.720 Seemeilen (8.740 km) ermöglichte. Durch Zwangsbelüftung (forced draft) erhöhte sich die Leistung auf 11.000 PS (8.200 kW) und die Höchstgeschwindigkeit auf 17,5 Knoten (32,4 km/h).

### Bewaffnung
Die Hauptbewaffnung der Hood bestand aus vier 343-mm-Geschützen in zwei Zwillingsgeschützbarbetten, je eine vor und hinter den Aufbauten. Jede Kanone war mit 80 Schuss bestückt. Die von diesen Geschützen abgefeuerten 570 kg schweren Granaten konnten mit einer Ladung von 290 kg rauchlosem prismatischem Pulver 711 mm Schmiedeeisen auf 910 m durchschlagen. Die Geschütze hatten bei einer maximalen Elevation von 13,5 Grad und einer Mündungsgeschwindigkeit von 614 m/s eine Reichweite von 10.930 m. Die Sekundärbewaffnung bestand aus zehn 152-mm-Schnellfeuergeschützen in Kasematten, fünf auf jeder Breitseite. Die Kanonen hatten bei einer maximalen Elevation von 15 Grad und einer Mündungsgeschwindigkeit von 680 m/s eine Reichweite von 9.140 m. Zur Abwehr von Torpedobooten waren sechzehn 57-mm- und zwölf 47-mm-Hotchkiss-Kanonen sowie acht 8-mm-Maxim-Maschinengewehre installiert. Außerdem verfügte die Hood über sieben Torpedorohre mit 457 mm Durchmesser.

### Panzerung
Die Hood hatte einen Panzergürtel aus Verbundpanzerung. Er erstreckte sich 76,2 m vom vorderen bis zum hinteren Geschützturm. Er war mittschiffs auf Höhe der Wasserlinie 356 bis 457 mm dick. Er war insgesamt 2,60 m hoch, wovon 1,70 m unterhalb der Wasserlinie lagen. Die vorderen und hinteren Querschotten mit einer Dicke von jeweils 406 bis 356 mm schlossen mit den Enden der gepanzerten Zitadelle in Höhe der Wasserlinie ab. Darüber verlief ein 102 mm dicker Plankengang über eine Länge von 45,70 m. Die Geschütztürme waren auf dem Oberdeck durch eine 432 mm starke Panzerung geschützt. Diese verringerte sich hinter 76 mm starken Schotten auf 406 mm. Unterhalb des Oberdecks verjüngte sich die Panzerung auf 279 mm. Die Kasematten der 152-mm-Kanonen waren mit 101 mm gepanzert. Der vordere Kommandoturm war mit 304 bis 355 mm gepanzert und der hintere war rundherum mit 76 mm starken Panzerplatten geschützt. Das Schiff hatte zwei gepanzerte Decks mit einer Panzerung von 64 mm und 76 mm.